# درونوویتسه
درونوویتسه (به چکی: Dřevnovice) یک منطقهٔ مسکونی در جمهوری چک است که در ناحیه پروستییوو واقع شده‌است. درونوویتسه ۳٫۸ کیلومتر مربع مساحت و ۴۸۸ نفر جمعیت دارد و ۲۱۳ متر بالاتر از سطح دریا واقع شده‌است.